# Diocesi di Maintirano
La diocesi di Maintirano (in latino Dioecesis Maintiranensis) è una sede della Chiesa cattolica in Madagascar suffraganea dell'arcidiocesi di Antananarivo. Nel 2023 contava 36.120 battezzati su 462.300 abitanti. È retta dal vescovo Clément Herizo Rakotoasimbola, M.S.

## Territorio
La diocesi comprende la regione di Melaky nella parte occidentale del Madagascar.
Sede vescovile è la città di Maintirano, dove si trova la cattedrale di Nostra Signora dell'Assunzione.
Il territorio si estende su 38.852 km² ed è compreso in un'unica parrocchia.

## Storia
La diocesi è stata eretta da papa Francesco l'8 febbraio 2017, ricavandone il territorio dalle diocesi di Tsiroanomandidy, di Mahajanga e di Morondava.

## Cronotassi dei vescovi
Si omettono i periodi di sede vacante non superiori ai 2 anni o non storicamente accertati.
- Gustavo Bombín Espino, O.SS.T. (8 febbraio 2017 - 22 luglio 2023 nominato arcivescovo di Toliara)[2]
- Clément Herizo Rakotoasimbola, M.S., dal 2 maggio 2024

## Statistiche
La diocesi nel 2023 su una popolazione di 462.300 contava 36.120 battezzati, corrispondenti al 7,8% del totale.
| anno | popolazione | popolazione | popolazione | presbiteri | presbiteri | presbiteri | presbiteri                | diaconi | religiosi | religiosi | parrocchie |
| anno | battezzati  | totale      | %           | numero     | secolari   | regolari   | battezzati per presbitero | diaconi | uomini    | donne     | parrocchie |
| ---- | ----------- | ----------- | ----------- | ---------- | ---------- | ---------- | ------------------------- | ------- | --------- | --------- | ---------- |
| 2017 | 31.205      | 264.494     | 11,8        | 16         | 5          | 11         | 1.950                     |         | 12        | 25        | 6          |
| 2019 | 32.120      | 409.800     | 7,8         | 22         | 8          | 14         | 1.460                     |         | 16        | 23        | 1          |
| 2021 | 33.850      | 433.300     | 7,8         | 22         | 10         | 12         | 1.538                     |         | 13        | 28        | 1          |
| 2023 | 36.120      | 462.300     | 7,8         | 16         | 7          | 9          | 2.257                     |         | 11        | 30        | 1          |